# AEC Regent III RT
L'AEC Regent III RT  era una versione dell'AEC Regent III. Era un autobus a due piani prodotto congiuntamente dalla AEC e dalla London Transport. L'AEC Regent III RT era l'autobus rosso che caratterizzava Londra durante tutti gli anni '50.

## Prototipo
Il prototipo - London Transport RT 1 - venne prodotto nel 1938. Aveva motore AEC da 8,8 litri, in attesa che divenisse disponibile il motore da 9,6 litri, ed aveva una trasmissione preselettiva azionata ad aria compressa. Con lo scoppio della guerra fu necessario trovare un compressore di costruzione britannica con il quale sostituire il compressore finora utilizzato e prodotto dalla Bosch. Un prototipo venne immesso in servizio sotto le sembianze di un veicolo vecchio.
Era stato dotato di una carrozzeria aperta già montata su un Leyland Titan - numero di riconoscimento TD 111 - che risaliva al 1931. L'RT 1 entrò in servizio nel luglio del 1938 come ST 1140 anche se non aveva nulla a che vedere con un mezzo ST standard. E continuò a restare in servizio fino al dicembre 1938. Mentre il telaio era sottoposte alle prove veniva costruita una nuova carrozzeria presso le officine della London Transport di Chiswick.
Era un carrozzeria a quattro vani che ricordava la carrozzeria convenzionale Roe presentata al Commercial Motor Show del 1937. L'impressione generale del nuovo mezzo era quella di un progetto moderno che inglobava caratteristiche che rappresentavano un deciso passo in avanti. La nuova carrozzeria sostituì la precedente sull'RT 1 e questo autobus venne nuovamente immesso in servizio nel 1939.
Prima della guerra la London Transport ordinò 338 telai, ridotti poi a 150, che erano in produzione al momento dello scoppio del conflitto. L'ultimo di questo lotto, RT 151, non raggiunse la London Transport, solo nel gennaio 1942. Il solo altro telaio tipo RT che doveva essere costruito prima della fine della guerra era quello destinato a Glasgow. In origine pensato per essere mostrato al Commercial Motor Show del 1939 ma fu cancellato allo scoppio della guerra. Rispetto ai modelli anteguerra di Londra avevano una carrozzeria prodotta dalla Weymann anche se la parte della cabina conducente era molto simile a quella dei veicoli di Londra.

## I veicoli di produzione post-bellica

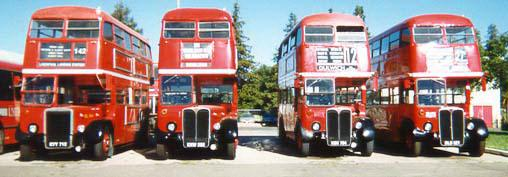
La foto mostra un Regent RTL (a sinistra) e tre Regent RT

La produzione del modello RT ricominciò alla fine del 1946. I nuovi veicoli erano costruiti come versione modificata del progetto dei veicoli anteguerra della London Transport ed erano molto simili ai loro predecessori. Le differenze principali erano:
1. La targa portanumero era del tipo stretto e la destinazione era ora sistemata proprio sopra la cabina del conducente mentre la targa con il percorso era sistemata tra il bordo inferiore e la finestra del piano superiore.
2. Il numero della linea frontale restava sulla finestra del ponte superiore - conosciuta anche come lighthouse box così come il più ampiamente usato roofbox - mentre quella posteriore venne rimossa e il numero della linea si univa per mezzo dei punti del percorso sul display principale.
3. La carrozzeria era costruita da ditte esterne piuttosto che dalla London Transport.
4. Il margine inferiore dei cristalli anteriori montati sulla porta del conducente e il margine inferiore del parabrezza del conducente erano ora orizzontali e non più inclinati verso il basso verso gli angoli della carrozzeria come nei modelli anteguerra.
5. Il numero delle prese d'aria di ventilazione sotto il parabrezza era stato ridotto da sei a quattro.
La London Transport ricevette 4.674 esemplari di tipo RT tra il 1947 e il 1954 e un piccolo numero di autobus uguali furono venduti ad operatori fuori Londra.

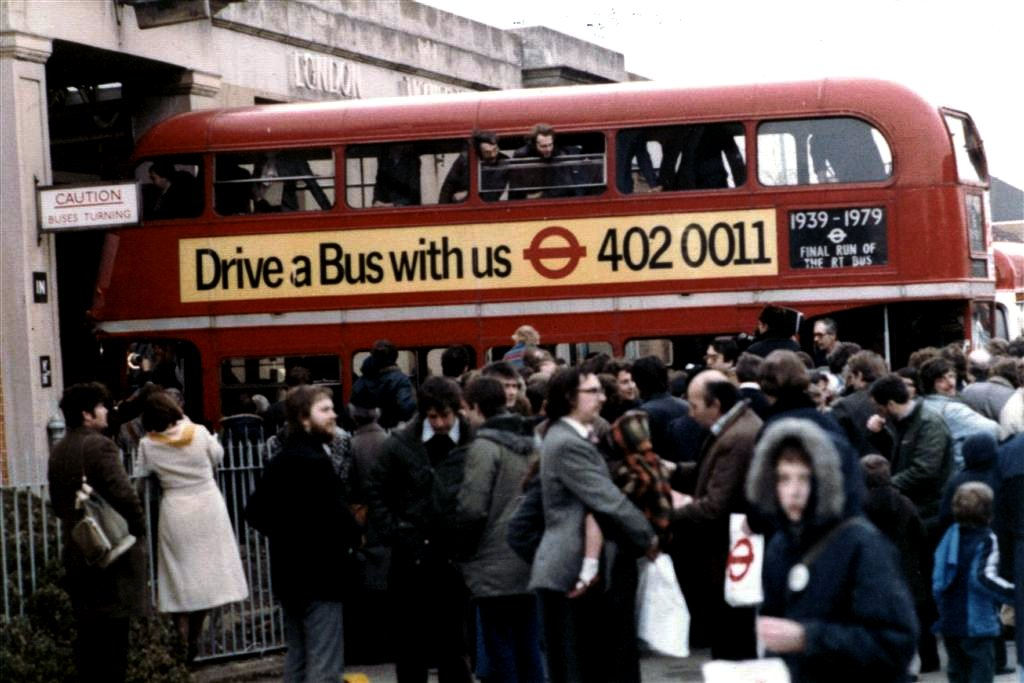
L'ultimo RT a Barking nel 1979

Comunque la produzione dei veicoli RT di Londra dovrebbe avere raggiunto un totale di 6.596 tra i quali 4.825 RT, 1.631 RTL e 500 RTW. Gli ultimi due modelli erano delle versioni prodotte su telaio Leyland Titan e il modello RTW era largo 2,43 m e non 2,31 come per gli altri modelli. I diversi modelli però non furono mai utilizzati nello stesso momento. L'ultimo RT, RT624 ora conservato dalla Ensignbus, ha effettuato la linea 62 dalla rimessa Barking Garage il 7 aprile 1979.

## Nei media

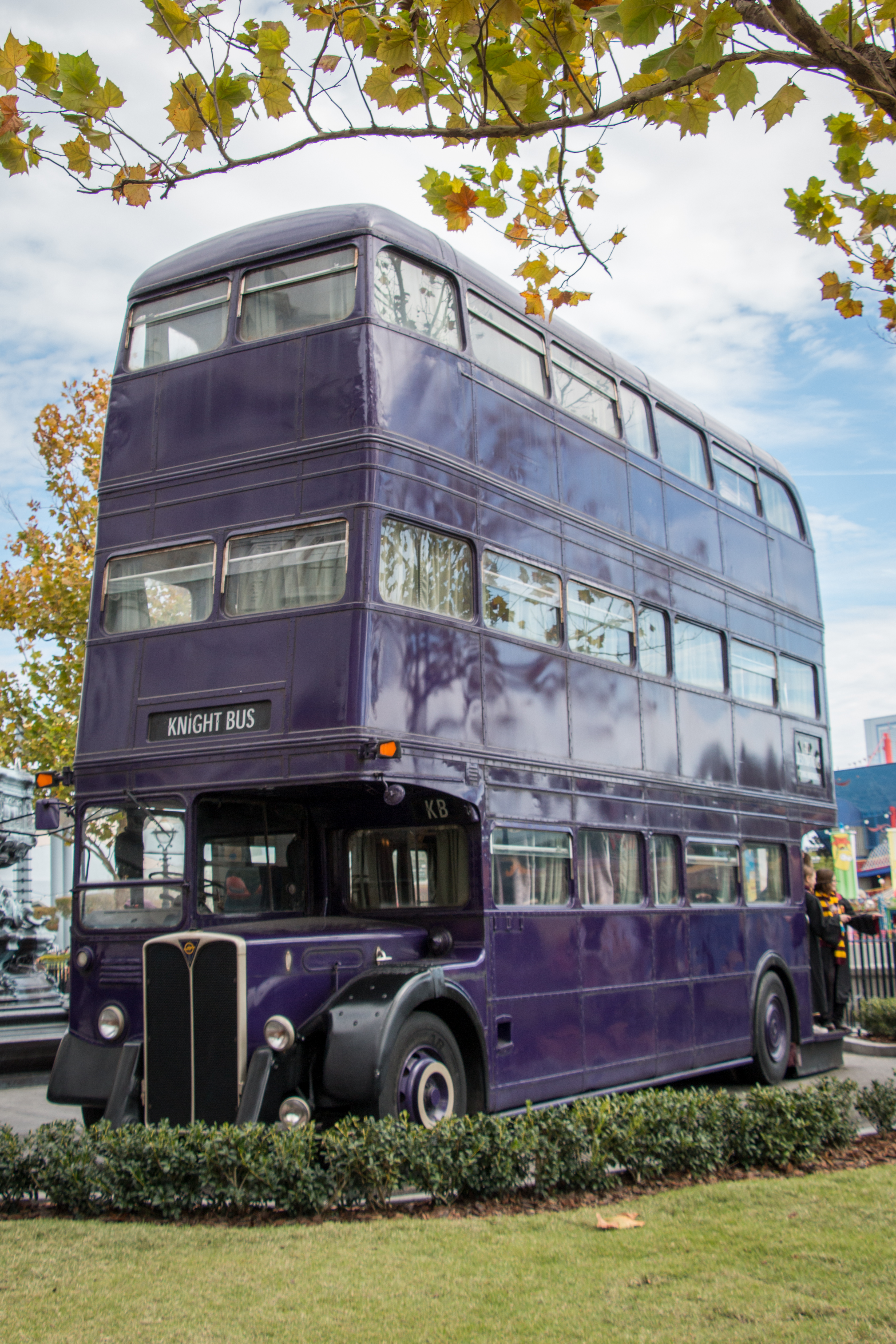
Il Knight Bus nella zona di Londra, fuori Diagon Alley agli Universal Studios Florida.

Tre autobus RT - RT2240, RT3882 e RT4497 - sono stati ricostruiti con l'aggiunta di un terzo piano e riverniciati di viola per essere utilizzati nelle riprese del film Harry Potter e il prigioniero di Azkaban nel ruolo del Nottetempo (in lingua originale Knight Bus), un autobus utilizzato dai maghi inglesi nell'universo della saga creata da J. K. Rowling.